# Apivirine
L'Apivirine est un antiviral et antiretroviral mis au point au Bénin par Valentin Agon. 
Ce médicament ferait l'objet d'essais cliniques au Burkina Faso ou au Bénin pour tester son efficacité contre la Covid-19,. D'autres sources indiquent qu'aucun essai n'est en cours et que le prix du médicament a soudainement augmenté.

## Apivirine (APV)

### Définition
- Apivirine est un phytomédicament antiviral mis au point par le Dr Valentin Achidi Agon (Bénin).
- Il est obtenu à partir d’un extrait de la plante Dichrostachys glomerata (appelée parfois sickle bush).
- Le produit contient un mélange de plus de 15 composés actifs aux propriétés antivirales et anti-infectieuses (contrairement aux médicaments classiques qui isolent une molécule unique).

### Domaines d’utilisation
- Initialement développé comme antirétroviral naturel contre le VIH/SIDA.
- Présenté aussi comme actif contre certaines hépatites virales et maladies infectieuses opportunistes.
- Pendant la pandémie de COVID-19, Apivirine a été médiatisé comme remède potentiel, mais aucun essai clinique officiel international n’a validé son efficacité à ce jour.

### Production et diffusion
- Produit par API-Bénin International et APIVIRINE Pharma R&D Inc.
- Commercialisé au Bénin et dans certains pays africains, souvent sous forme de gélules, sirop ou comprimés.
- Distribué dans plusieurs cliniques et laboratoires partenaires, avec un positionnement de médecine naturelle africaine moderne.

### Controverses et limites
- L’OMS et les grandes agences internationales n’ont pas encore reconnu Apivirine comme médicament officiellement validé.
- Des essais cliniques indépendants sont encore nécessaires pour confirmer son efficacité et sa sécurité à grande échelle.
- Néanmoins, il est largement utilisé en Afrique de l’Ouest comme alternative ou complément aux traitements modernes.

### Vision de Valentin Agon
- Apivirine illustre sa philosophie de médecine verte africaine, basée sur l’exploitation scientifique des plantes locales.
- Selon lui, l’Afrique doit valoriser ses ressources naturelles pour développer des solutions de santé moins coûteuses et accessibles.